# 포켓몬스터 PiPiPi 어드벤처
《포켓몬스터 PiPiPi 어드벤처》는 《포켓몬스터》 프랜차이즈 세계관을 바탕으로 한 소녀 만화이다. 츠키리노 유미 작가가 쇼가쿠칸 출판사의 만화 잡지 《챠오》에 연재해 총 10권의 단행본으로 묶여 발행됐다. 어느 특정한 포켓몬스터 게임에 기반하지 않은 것이 특징으로, 제목의 PiPiPi는 각각 포켓몬 푸린, 삐삐, 피카츄를 가리킨다.
대한민국에는 학산문화사가 만화 잡지 《파티》에 처음 연재한 후 단행본으로 따로 출판했다. 영어권 지역에선 《매지컬 포켓몬 저니》라는 제목으로 발매했다.

## 같이 보기
- 포켓몬스터 스페셜

## 참조

### 내용주
1. ↑  일본어: ポケットモンスター PiPiPi★アドベンチャー
2. ↑  영어: Magical Pokémon Journey